# حرب بلاك هوك (1865-1872)
حرب بلاك هوك هو الاسم الذي يُطلق على المعارك والمناوشات والغارات والاشتباكات العسكرية المقدر عددها بمئة وخمسين والتي حدثت من 1865 حتى 1872، بشكل رئيسي بين المستوطنين المورمون في مقاطعة سانبيت ومقاطعة سيفير وأجزاء أخرى من وسط وجنوب يوتا وقبائل سكان يوتا وبايوت الجنوبيين وناجافو الستة عشر بقيادة القائد الحربي أنتونيا بلاك هوك. نتج عن الصراع التخلي عن بعض المستوطنات وإعاقة التوسع المورموني في المنطقة.
كانت الفترة بين 1865 و1867 من أشد الفترات عنفًا، رغم حدوث الصراع المتقطع حتى تدخلت القوات الفيدرالية عام 1872. أنفقت منطقة يوتا 1.5 مليون دولار على الحرب (ما يعادل 28.81 مليون دولار عام 2019)، وطلبت لاحقًا التعويض من حكومة الولايات المتحدة.

## الأسباب
لا تُعرف الأسباب المؤكدة لحرب بلاك هوك. لعل النقص في التاريخ المكتوب في ذلك الوقت يجعل من تحديد السبب والأثر أمرًا صعبًا. ومع ذلك، تعطي القصص والآراء المنقولة شفهيًا من طرف السكان الأصليين والمستوطنين لمحةً حول الأسباب التي أدت إلى الصراع.

يبدو أن كلًا من المدافعين عن سكان يوتا والمستوطنين يتفقون أن الحرب لم تنشب لسبب واحد فقط بل لسلسلة من الأسباب. أراد الطرفان الأرض، ولكن في الوقت الذي نشبت فيه الحرب اعتقد كل طرف أن الثقافتين لا يمكن أن تتعايش على أرض واحدة بسلام. حاول الطرفات التعايش بتناغم منذ العام 1849 عندما استوطن المورمون الأوائل في مانتي وانضموا إلى قبيلة سانبيتس في وادي سانبيت. ومع ذلك بعد فترة قصيرة من عام 1849، حدثت أعمال عادئية متقطعة على الطرفين أدت إلى الحرب. في عام 1865، أطلق حادث جيك أرابين وجون لوري الشرارة الرسمية للحرب المفتوحة بين السكان الأصليين والمستوطنين، يصف جون أيه. بيترسون وجهة نظره عن ذلك الوقت قائلًا:
«اعتبر أتباع كنيسة قديسي الأيام الأخيرة أنفسهم في حالة حرب مفتوحة. لقد بنوا حصونًا (مثل حصن ويلدن) وأخلوا عددًا من المستوطنات بينما طارد مئات من رجال المليشيا المورمون أعدائهم الوهميين عبر البراري ولم يحالفهم سوى نجاح بسيط. بقيت المطالبات بقوات فيدرالية غير مسموعة لثماني سنوات. من غير الممكن تمييز الفروق بين رجال القبائل والمورمون المحبطون الذين قتلوا الهنود دون تمييز بما في ذلك النساء والأطفال».
منذ هروب المورمون الأوائل إلى وادي يوتا عام 1848 وبنائهم لحصنهم في بروفو، طُردت مجموعات التومبانغوس بمطالب المستوطنين لرعي الأرض والمزارع. أدى الإحباط عند الطرفين إلى عدة معارك قصيرة. بعد معركة عند حصن يوتا عام 1850 وحرب ووكر بين 1853-1854 وحرب تينتيك عام 1856، أقنع قادة المورمون قادة يوتا بوقف الأعمال العدائية عندما عُوضت الخسائر الناتجة عن سكان يوتا بالطعام والهدايا والوعود بصداقة مستقبلية.
تمكن سكان يوتا من النجاة بفضل الموقع الجغرافي والمناخ القاسي ليوتا، لكن المستوطنين البيض دمروا ذلك. طُردت مجموعات سكان يوتا من أودية يوتا الوسطى من الصيد والبحث عن المؤن من قبل القرى والمزارع المورمونية، ما أدى إلى تجويع مجموعات سكان يوتا. أحيانًا ما تُؤخذ الماشية أو الخيول التي يستخدمها المستوطنون للرعي كنوع من الإيجار مقابل استخدام المستوطنين للأرض التي عاش فيها سكان يوتا لقرون. خلال حرب بلاك هوك، أجرى الرئيس بلاك هوك والحلفاء عملًا تجاريًا من خلال أخذ الآلاف من رؤوس الماشية، ونقلها إلى خارج ولاية يوتا وبيعها أو بيعها مقابل البضائع والمال مع السماسرة مثل آيزاك بوتر. يقترح البعض أن بلاك هوك اعتقد أن فقدان الثروة الحيوانية كان أسرع طريقة للتدخل في نمو المستوطنات.
نتجت المشاكل التي نشبت بين المستوطنين وسكان يوتا من الصراعات الثقافية. رفض المستوطنون القبول بثقافة السطان الأصليين، ورفض السكان الأصليون ثقافة المستوطنين الاستعمارية لحقوق الملكية. تتضمن ثقافة الأمريكيين الأصليين تبادل الماشية، بينما تتضمن ثقافة المستوطنين بيع وشراء الأراضي. بدا أن التعايش والتنازل بعيد المنال.

### نموذج أسباب المستوطنين
من وجهة نظر المستوطنين المورمون كان هناك أسباب عدة لخوض الحرب، إذ طُردوا من نيويورك (وولايات أخرى) بسبب معتقداتهم الدينية الجديدة (من بينها، امتلاك الرجال لعدة زوجات). كانوا يبحثون عن ملجأ لمواصلة ممارسة معتقداتهم وجاءوا إلى أراضي يوتا، راغبين في إنشاء مستوطنة لمعتقدات كنيسة يسوع المسيح لقديسي الأيام الاخيرة، ملاذًا للممارسة دون اضطهاد. بمجرد أن بدأ المستوطنون في احتلال المزيد من الأراضي، اعتبروا سكان يوتا بمثابة تهديد لمستعمرتهم المستقبلية، لأنه في عام 1849 عرض الرئيس ووكر الأرض للمستوطنين، واعتقدوا أن الأرض تنتمي إليهم الآن، وهو سوء فهم. بدأ المستوطنون في التطفل على الأراضي التي احتلتها القبائل واستولوا عليها، ودمروا المراعي من خلال عدم فهم الرعي المناسب والري الزراعي. أدى هذا إلى تجويع بعض المجموعات وعدم القدرة على إطعام أنفسهم، ما أدى بهم إلى سرقة الخيول أو الماشية من المستوطنين.
يوم السبت 8 أبريل 1865، تحضر كل من المسؤول الحربي لسكان يوتا بلاك هوك والمسؤول جيك أرابين (المعروف أيضًا باسم المسؤول ييني وود، خليفة الزعيم واه كارا من قبيلة تيمبانوغوس) نجل الزعيم أرابين (الكبير) ومجموعة أخرى لاجتماع المجلس في مانتي بالقرب من المدرسة الابتدائية الحالية. كان البيض يتوقعون أن سكان يوتا جاءوا لتسوية الخلافات حول خمسة عشر من الماشية قُتلت (إحداها لجون لوري)، لكن أرابين طالب بتعويض وفاة والده الأخيرة بالجدري في شتاء 1864-1865. اعتقد سكان يوتا أن المستوطنين كانوا يستخدمون وسائل خارقة للتخلص من السكان الأصليين. اعتقد سكان يوتا أيضًا أنه يمكنهم إيقاف المرض والموت من خلال تدمير القادة البيض. اعتقد المستوطن جون لوري، وهو مترجم للمدير العام للشؤون الهندية في يوتا، بالسلام والود عندما كانت الصداقة ممكنة وتعلم لغتي سكان يوتا والشوشوني. ومع ذلك، كان يعتقد أيضًا أن المستوطنين يمكنهم البقاء على قيد الحياة فقط إذا سارعوا إلى معاقبة فقدان الماشية والانتقام لموت أصدقائهم. ادعى لوري، الذي ربما كان في حالة سكر، أنه يحمي عائلة غير مسلحة ونفسه؛ وبدأ الرئيس أرابين بالمجادلة مرة أخرى. ذكّر المسؤول عن سو أوك سورويت وتوكوانا، نجل المسؤول سوييت، أرابين بأن المورمون ساعدوا السكان الأصليين في كثير من الأحيان بالطعام والملابس، وحثوا على تسوية سلمية للقضية. وضع أرابين سهمًا في قوسه؛ أمسك لوري على الفور أرابين من الشعر وسحبه من حصانه. كان هناك شجار قصير في الطين وجر المشاركين القلقين الرجلين إلى كل طرف. تعرض أرابين للضرب المبرح. عانى سكان يوتا في هذه المرحلة من 15 عامًا من الزحف الأبيض و 10 سنوات من الحياة التحفظية. بعد يومين من هذا الحادث، نُصب كمين لمجموعة صغيرة من الدراجين من مانتي في ناين مايل وقتل بيتر لودفينغسون.